# China Resources Building
China Resources Building (華潤大廈 или Чайна-Ресорсез-билдинг, также известен как China Resources Center) — 48-этажный гонконгский небоскрёб. Расположен в округе Ваньчай, на оживлённой улице Харбор-роуд. Построен в 1983 году по проекту компании WMKY (реконструкция 2013 года проводилась компанией Ronald Lu & Partners). Имеется три подземных этажа. 
В здании расположены штаб-квартиры многочисленных дочерних структур многопрофильного конгломерата China Resources, в том числе компаний China Resources Land (она же является девелопером небоскрёба), China Resources Pharmaceutical Group, China Resources Power, China Resources Gas, China Resources Cement, China Resources Capital Management, China Resources Beer Holdings, CR Ng Fung, China Resources Healthcare Group, China Resources Microelectronics, China Resources Textiles, China Resources Chemical Holdings и China Resources Property.

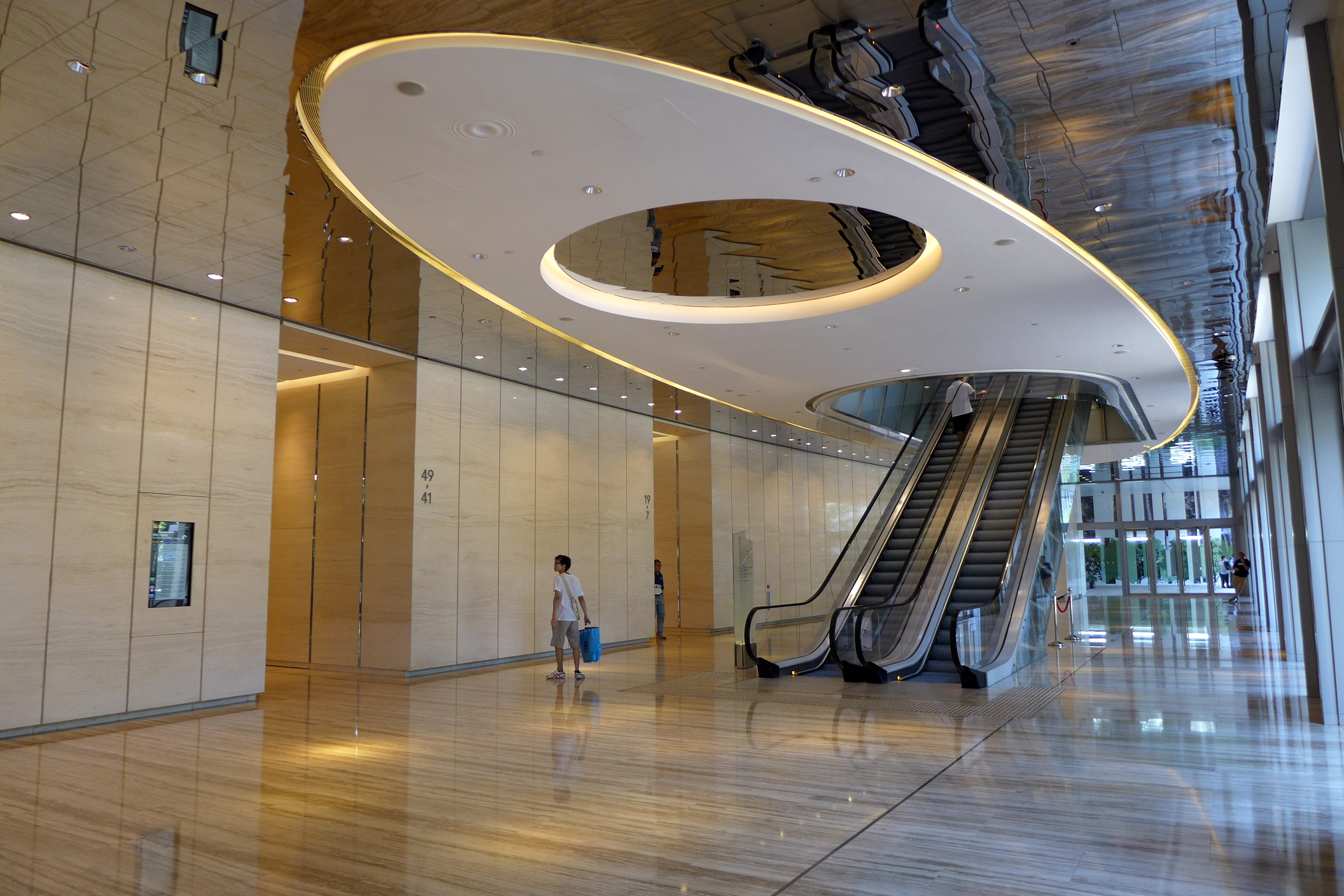
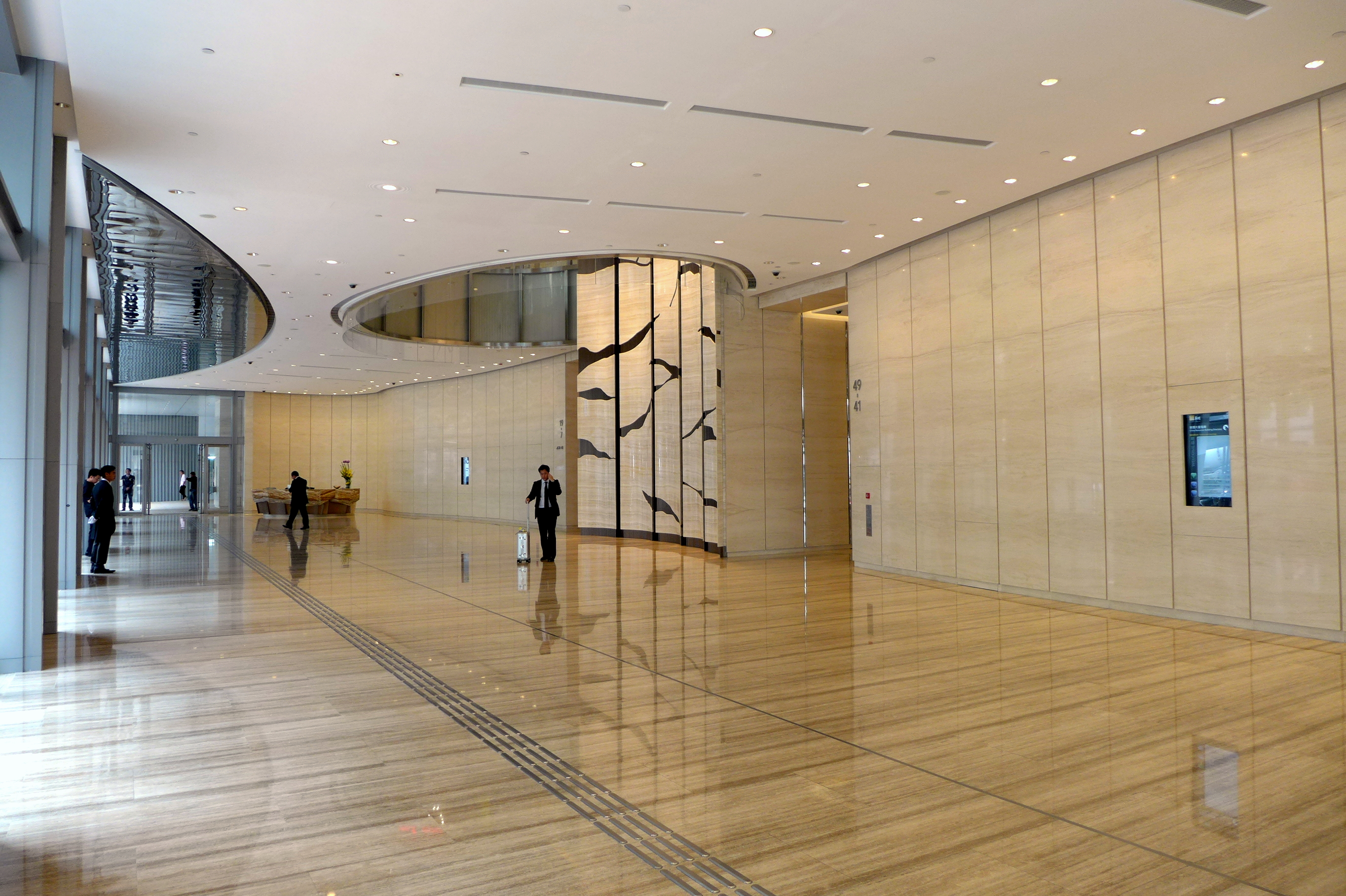
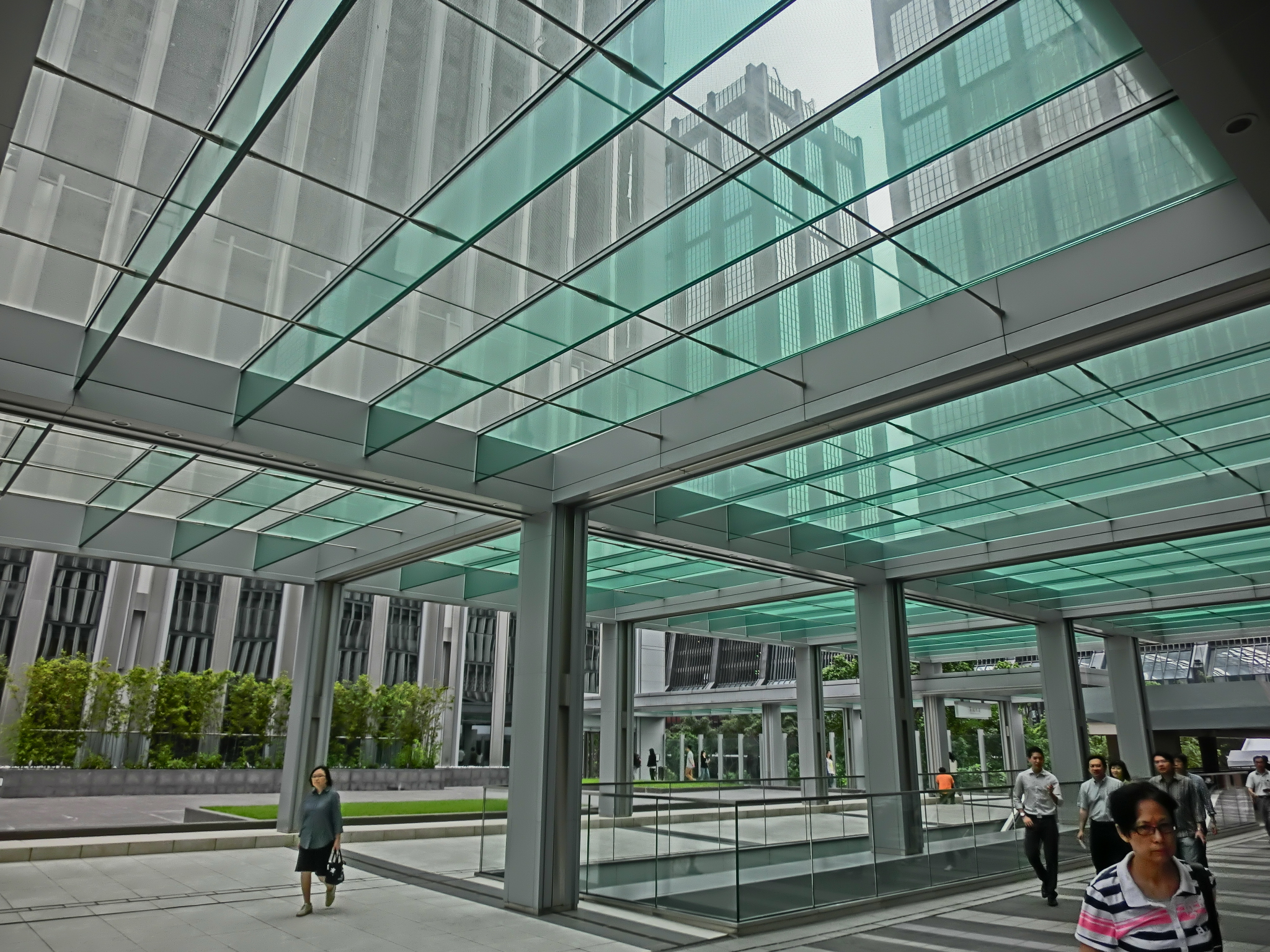

Ранее в вестибюле здания находилась керамическая «Стена девяти драконов» — точная копия старинного пекинского оригинала, также признаваемая экспертами произведением искусств.  